# Tipula flavopedicellaris
Tipula flavopedicellaris är en tvåvingeart som beskrevs av Alexander 1979. Tipula flavopedicellaris ingår i släktet Tipula och familjen storharkrankar.
Artens utbredningsområde är Ecuador. Inga underarter finns listade i Catalogue of Life.